# Carmen McRae (альбом, 1971)
Carmen McRae — концертный альбом американской певицы Кармен Макрей, выпущенный в 1971 году на лейбле Mainstream Records. Все треки были записаны ещё во время концерта 1 января 1966 года в Сан-Франциско, исключением стала лишь песня «My Ship Is Coming In», записанная 2 ноября 1965 года.
За этот альбом Макрей впервые была номинирована на премию «Грэмми» за лучшее джазовое исполнение.

## Список композиций
1. «Spring Can Really Hang You up the Most» (Фрэн Ландсман, Томми Вольф) — 06:15
2. «Bye Bye Blackbird» (Морт Диксон, Рэй Хендерсон) — 04:46
3. «In My Solitude» (Дюк Эллингтон, Эд Де Ланг, Ирвинг Миллс) — 03:19
4. «I’m Gonna Laugh You Right out of My Life» (Джозеф Маккарти мл., Сай Коулман) — 03:02
5. «Long Before I Knew You / Just in Time» (Бетти Комден, Адольф Грин, Джул Стайн) — 06:02
6. «Round Midnight» (Берни Хэниген, Телониус Монк, Кути Уильямс) — 04:42
7. «I Got It Bad and that Ain’t Good» (Дюк Эллингтон, Пол Фрэнсис Уэбстер) — 03:16
8. «My Ship Is Coming In» (Айра Гершвин, Курт Вайль) — 3:14

## Участники записи
- Кармен Макрей — вокал
- Норман Симмонс — фортепиано
- Виктор Спроулз — бас-гитара
- Стю Мартин — ударные